# 半邊井

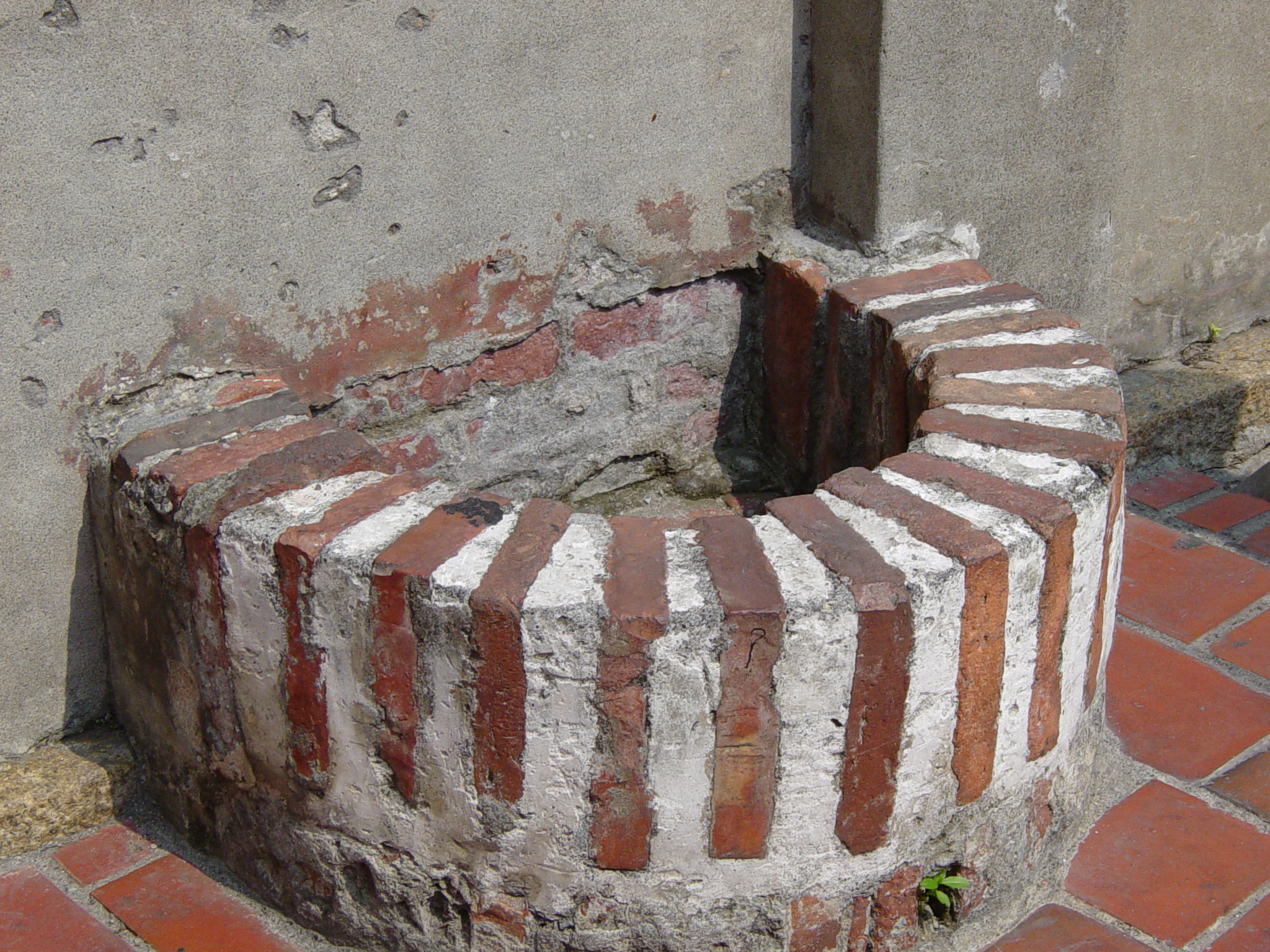
半邊井

半邊井位於台灣彰化縣鹿港鎮，「三槐挺秀」的王家宅院內。特色是井的一邊在住家圍牆內，另一邊在牆外。
舊時只有富人有錢能鑿井取水，因此鹿港富人將井鑿在靠近家中圍牆旁，一半位於圍牆內，給家人取用；另一半則位於圍牆外，讓路人或窮人能夠取水。
在其他地方，也有鑿在兩家的中間共用的半邊井，目前自來水發達，幾乎所有的半邊井都封閉不使用。